# Трагедия мстителя (пьеса)
«Трагедия мстителя» (англ. The Revenger's Tragedy) — англоязычная пьеса, написанная в начале XVII века. Была впервые опубликована в 1607 году без имени автора, при этом в издании отмечалось, что пьеса уже несколько раз представлялась на сцене труппой «Слуги короля». Многие исследователи считают автором «Трагедии мстителя» Сирила Тернера — драматурга, о котором мало что известно. Есть и мнения в пользу Томаса Мидлтона.
Действие пьесы происходит в Италии, причём конкретное государство не названо. Главный герой по имени Виндиче («мститель») мстит герцогу за отца и возлюбленную, а в финале погибает сам. Автор показывает атмосферу зла и порока, в которой живёт герцогский двор. Каждый персонаж оказывается олицетворением одного из пороков, который его и губит. Исследователи видят здесь связь со средневековыми моралите, а также с эстетикой Бена Джонсона. При этом конкретные источники сюжетного материала остаются неизвестными.
В 2002 году на экраны вышла одноимённая экранизация пьесы.